# 鲁斯兰·秋缅巴耶夫
鲁斯兰·秋缅巴耶夫（Ruslan Tumenbaev，1986年5月28日—）生于比什凯克，吉尔吉斯斯坦男子摔跤运动员。曾参加2008年夏季奥林匹克运动会，最终在男子古典式摔跤60公斤级项目上收获一枚铜牌。